# Monomorium talbotae
Monomorium talbotae är en myrart som beskrevs av Dubois 1981. Monomorium talbotae ingår i släktet Monomorium och familjen myror. IUCN kategoriserar arten globalt som sårbar. Inga underarter finns listade i Catalogue of Life.

## Bildgalleri

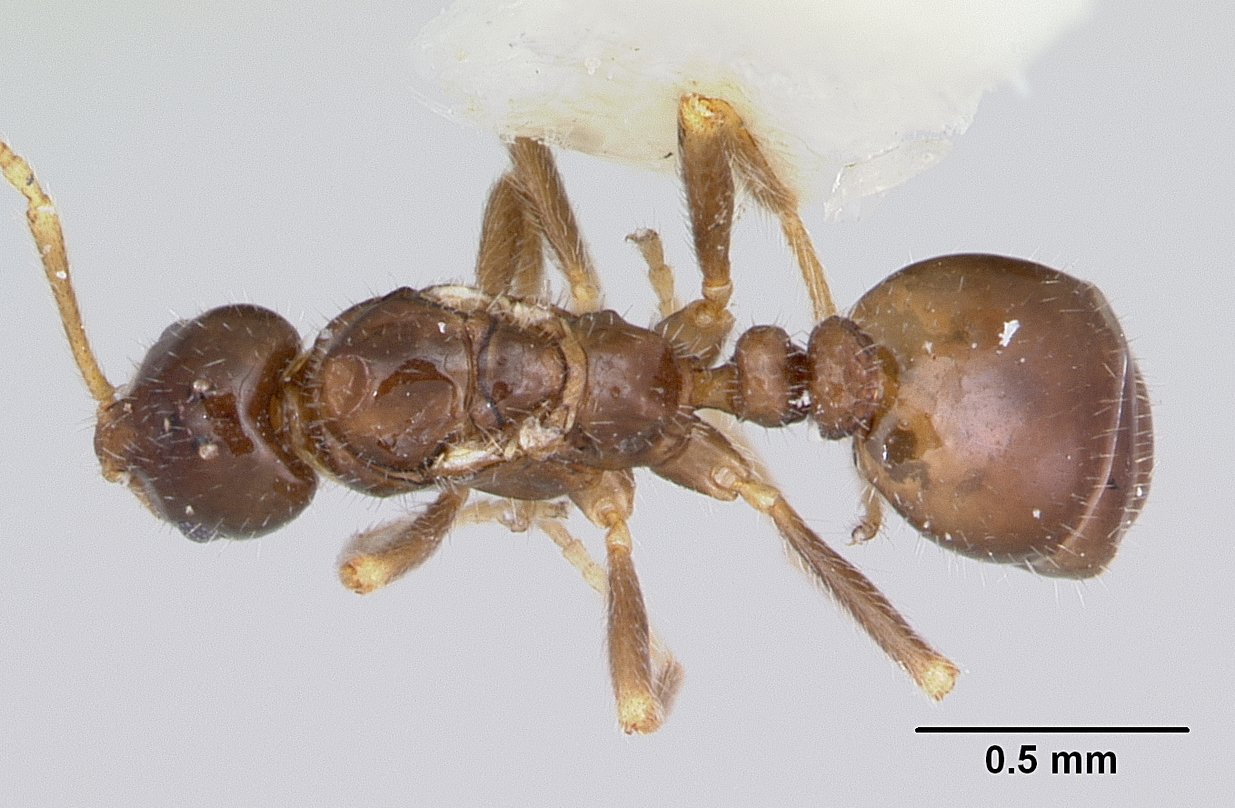
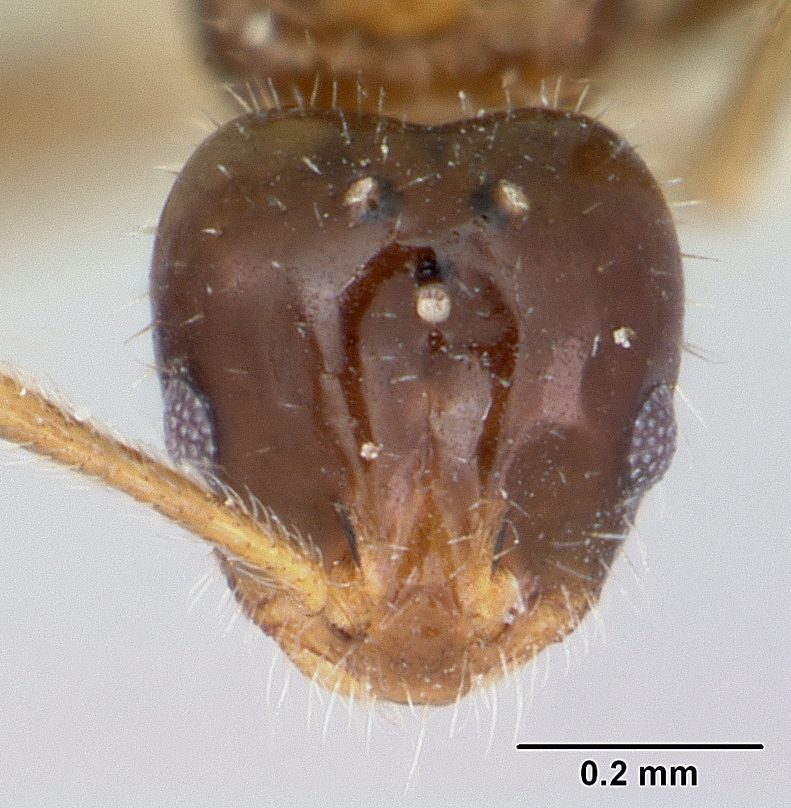
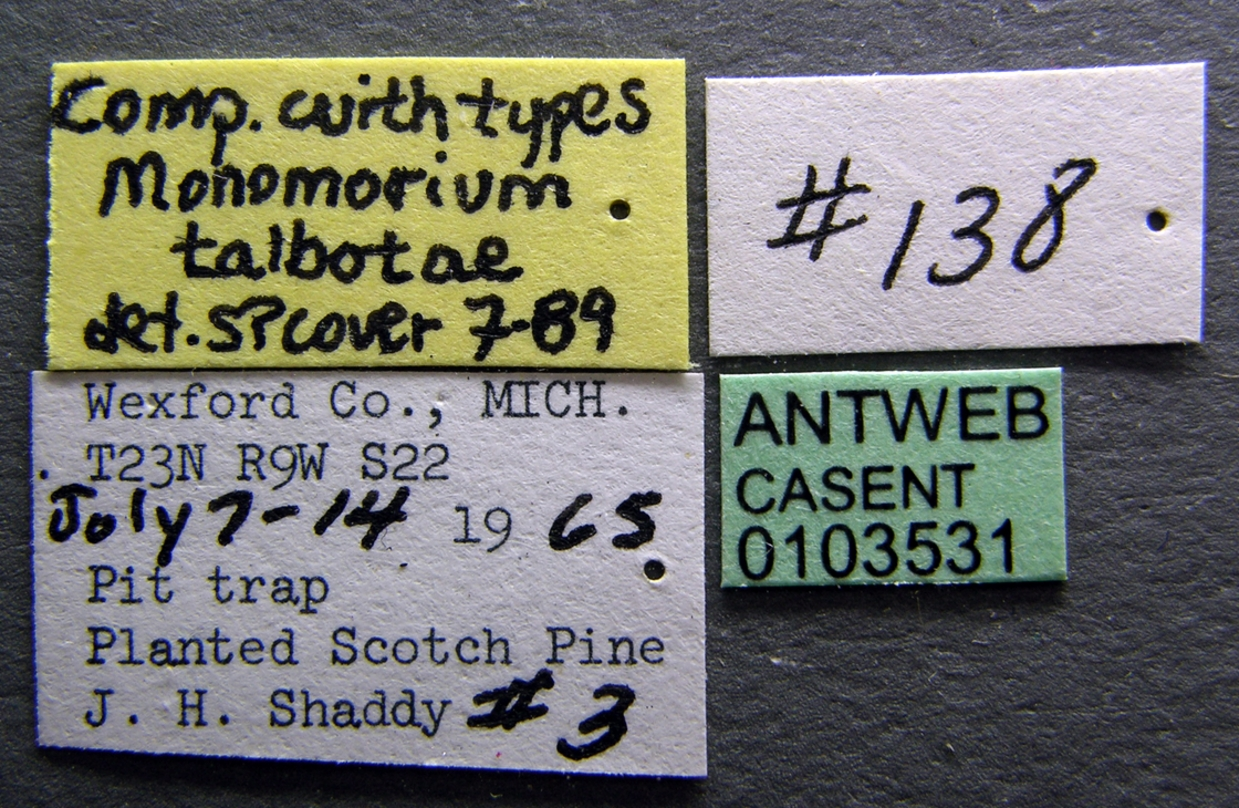
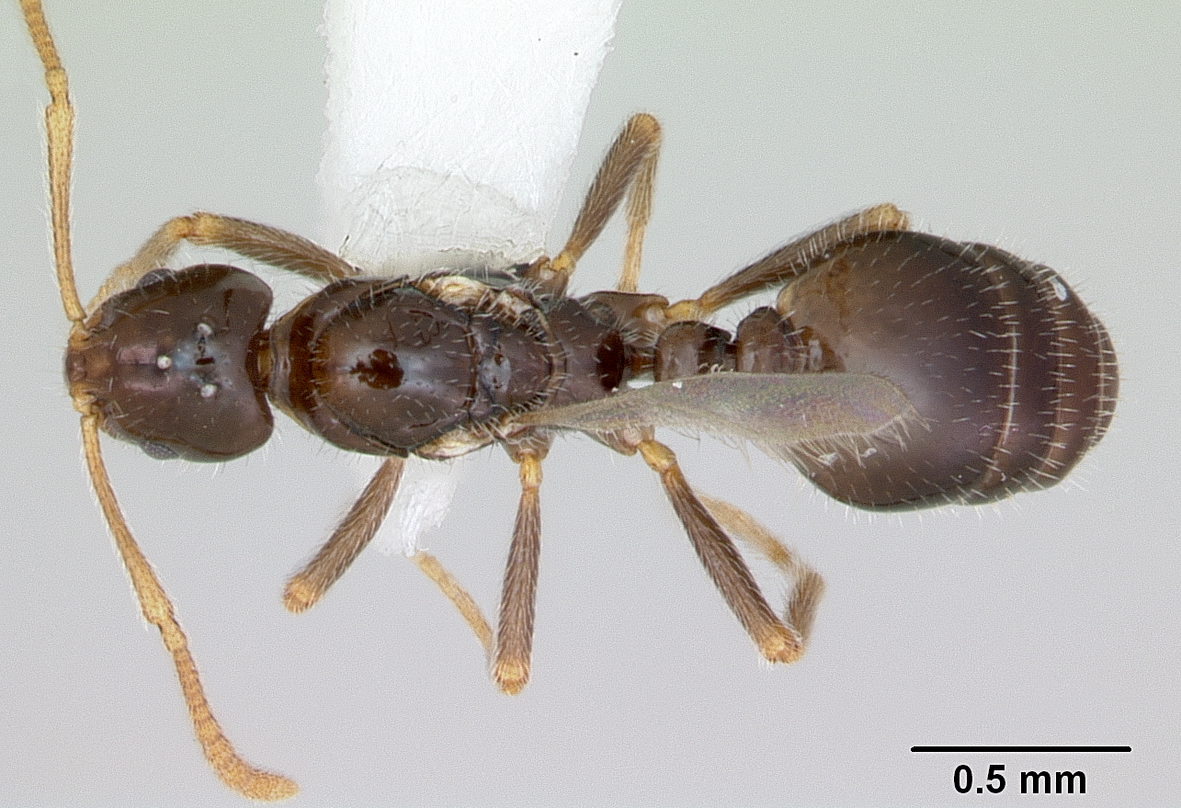
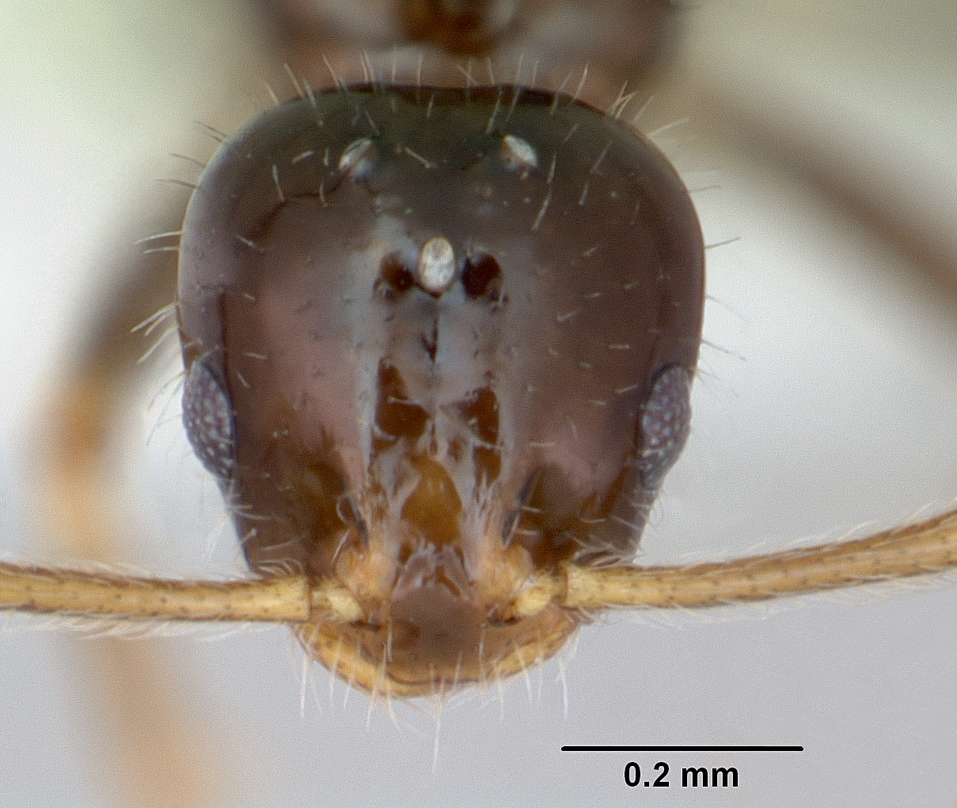
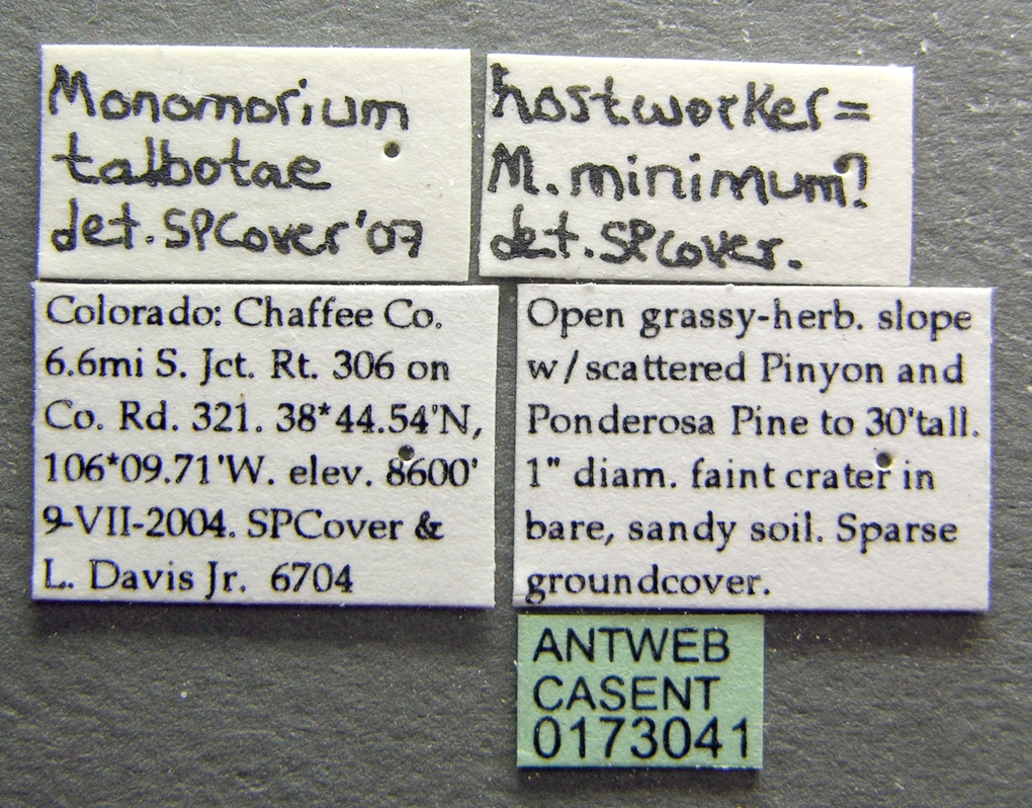